# MPEG
MPEG (англ. Moving Picture Experts Group; произносится «эмпэг» — рус. Экспертная группа по движущимся изображениям) — группа специалистов, образованная международной организацией ISO для выработки стандартов сжатия и передачи цифровой видео- и аудиоинформации; также имеет официальное обозначение — ISO/IEC JTC1/SC29 WG11 (ISO/IEC Joint Technical Committee 1, Subcommittee 29, Working Group 11). Первое собрание группы состоялось в мае 1988 года в Оттаве. К 2005 году в собраниях участвовало до 350 человек. Основатель и бессменный председатель комитета (до 2020 года) — Леонардо Кьярильоне.
Группа MPEG стандартизовала следующие стандарты сжатия и вспомогательные стандарты:
- MPEG-1: Исходный стандарт сжатия видео и аудио. Позднее использовался как стандарт для Video CD; включает в себя формат Layer 2 сжатия аудио.
- MPEG-2: Транспортные, видео- и аудиостандарты для широковещательного телевидения. Используется в цифровом телевидении ATSC, DVB и ISDB, цифровых спутниковых ТВ-службах, таких как Dish Network, цифровом кабельном телевидении и (с небольшими изменениями) в DVD.
- MPEG-3: Изначально разрабатывался для HDTV, но был отвергнут, когда обнаружилось, что для HDTV вполне достаточно MPEG-2 (с расширениями). (Не следует путать MPEG-3 с MP3, который на самом деле является стандартом MPEG-1 Layer 3.)
- MPEG-4: Расширяет MPEG-1 для поддержки «объектов» видео/аудио, 3D-контента, сжатия с низким битрейтом и DRM. В него включено несколько новых высокоэффективных видеостандартов (альтернатив MPEG-2), таких как:
  - MPEG-4 Part 2[англ.] (ASP) и
  - MPEG-4 Part 10 (также известный как H.264 или AVC). MPEG-4 Part 10 используется в дисках HD DVD и Blu-ray.

В дополнение к вышеупомянутым, существуют стандарты, которые являются не усовершенствованием предыдущих стандартов сжатия, а определяют различные языки описания:
- MPEG-7: Стандарт индексации мультимедиа-содержимого.
- MPEG-21[англ.]: Стандарт «Система мультимедийных средств» (Multimedia Framework).